# 別列扎尼 (卡利尼夫卡區)
49°32′39″N 28°30′26″E / 49.54417°N 28.50722°E
別列扎尼（烏克蘭語：Бережани）是位於烏克蘭西南部文尼察州裏赫米利尼克區的村莊，處於波斯托洛瓦河畔，面積2.7平方公里，海拔高度261米，2001年人口1,287。